# داگلاس ورنون
داگلاس ورنون (انگلیسی: Douglas Vernon; ۱۹ مهٔ ۱۹۰۵ – ۲۶ مارس ۱۹۷۹) بازیکن فوتبال اهل بریتانیا بود.
از باشگاه‌هایی که در آن بازی کرده‌است می‌توان به باشگاه فوتبال وایکام واندررز و باشگاه فوتبال ساوت‌همپتون اشاره کرد.